# Marc Hansen
Marc Hansen (ur. 10 kwietnia 1971 w Luksemburgu) – luksemburski polityk, dziennikarz i samorządowiec, deputowany, w latach 2015–2023 minister.

## Życiorys
Kształcił się m.in. w szkole średniej Athénée de Luxembourg. Pracował jako dziennikarz w stacji radiowej Den Neie Radio, następnie w latach 1995–2009 w RTL Radio Lëtzebuerg i RTL Télé Lëtzebuerg. W 2008 wstąpił do Partii Demokratycznej. W latach 2009–2011 pracował w administracji parlamentu, później do 2014 był dyrektorem generalnym wydawnictwa Editions Lëtzeburger Journal. W latach 2005–2014 wchodził w skład władz miejskich w Useldange.
W 2013 objął mandat posła do Izby Deputowanych. W marcu 2014 został sekretarzem stanu ds. edukacji, dzieci i młodzieży oraz ds. szkolnictwa wyższego i badań naukowych, w marcu 2015 został dodatkowo sekretarzem stanu ds. mieszkalnictwa. W grudniu 2015 przeszedł na stanowisko ministerialne – objął funkcję ministra mieszkalnictwa oraz ministra delegowanego ds. szkolnictwa wyższego i badań naukowych. W grudniu 2018 został natomiast ministrem do spraw służby cywilnej oraz do spraw kontaktów z parlamentem, a także ministrem delegowanym do spraw digitalizacji i do spraw reformy administracyjnej. Funkcje rządowe pełnił do listopada 2023.